# 지리산 대원사 일원
지리산 대원사 일원(智異山 大源寺 一圓)은 대한민국 경상남도 산청군 삼장면 유평리, 대원사 주변은 자연의 아름다움과 신비로움을 볼 수 있다. 1991년 12월 23일 경상남도의 기념물 제114호로 지정되었다.

## 개요
지리산의 대원사 주변은 자연의 아름다움과 신비로움을 볼 수 있다.
비구니의 수도장으로 유명한 대원사는 신라 진흥왕 때 연기조사가 처음 지었다고 한다. 그 후 1948년 여순반란 사건으로 불탄 것을 1959년 다시 지었다. 사찰 안에는 대웅전, 사리전, 종각들의 건물과 조선 전기의 대원사다층석탑(보물 제1112호)이 남아 있다.
대원사 입구 주차장에서 대원사까지 약 2km에 이르는 계곡은 산이 높고 물이 맑을 뿐만 아니라 바위틈 사이로 뿜어내는 물과 괴암이 매우 아름답다. 계곡마다 전설이 있는데, 용이 100년간 살다가 승천했다는 용소, 가락국 마지막 구형왕이 와서 소와 말의 먹이를 먹였다고 하는 소막골, 왕이 넘었다는 왕산과 망을 보았다는 망덕재, 군량이를 저장했다는 도장굴로 불리는 옛 지명이 현재까지 전설로 전해지고 있다.
이 밖에도 대원사 주변에는 예부터 선비들이 학문을 탐구하고 기거하였던 기연정, 군자정들이 있으며 이러한 역사적 전설과 빼어난 경치로 인해 대원사 주변은 해마다 많은 사람들이 모이는 휴식처이다.

## 같이 보기
- 대원사

## 참고 자료
- 지리산 대원사 일원 - 국가유산청 국가유산포털